# Rubia schumanniana
Rubia schumanniana là một loài thực vật có hoa trong họ Thiến thảo. Loài này được E.Pritz. miêu tả khoa học đầu tiên năm 1901.